# 594 г. пр.н.е.

## Събития

### В Азия

#### Във Вавилония
- Навуходоносор II (605 – 562 г. пр.н.е.) е цар на Вавилония.[1]
- През тази година царят на два пъти посещава западните предели на царството в Хати (Khatti) т.е. Сирия, където приема трибут от подчинени владетели и води военен поход.[1]
- Васалният цар на Юдея Седекия посещава Навуходоносор във Вавилон.[2]

#### В Мидия
- Киаксар (625 – 585 г. пр.н.е.) е цар на Мидия.[3]

### В Африка

#### В Египет
- Фараон на Египет e Псамтик II (595 – 589 г. пр.н.е.).[4]

### В Европа
- Солон е архонт (594/593 г. пр.н.е.) в Атина. Той извършва важна законодателна дейност и въвежда политически, икономически и социални реформи.[5]